# MTV München 1879

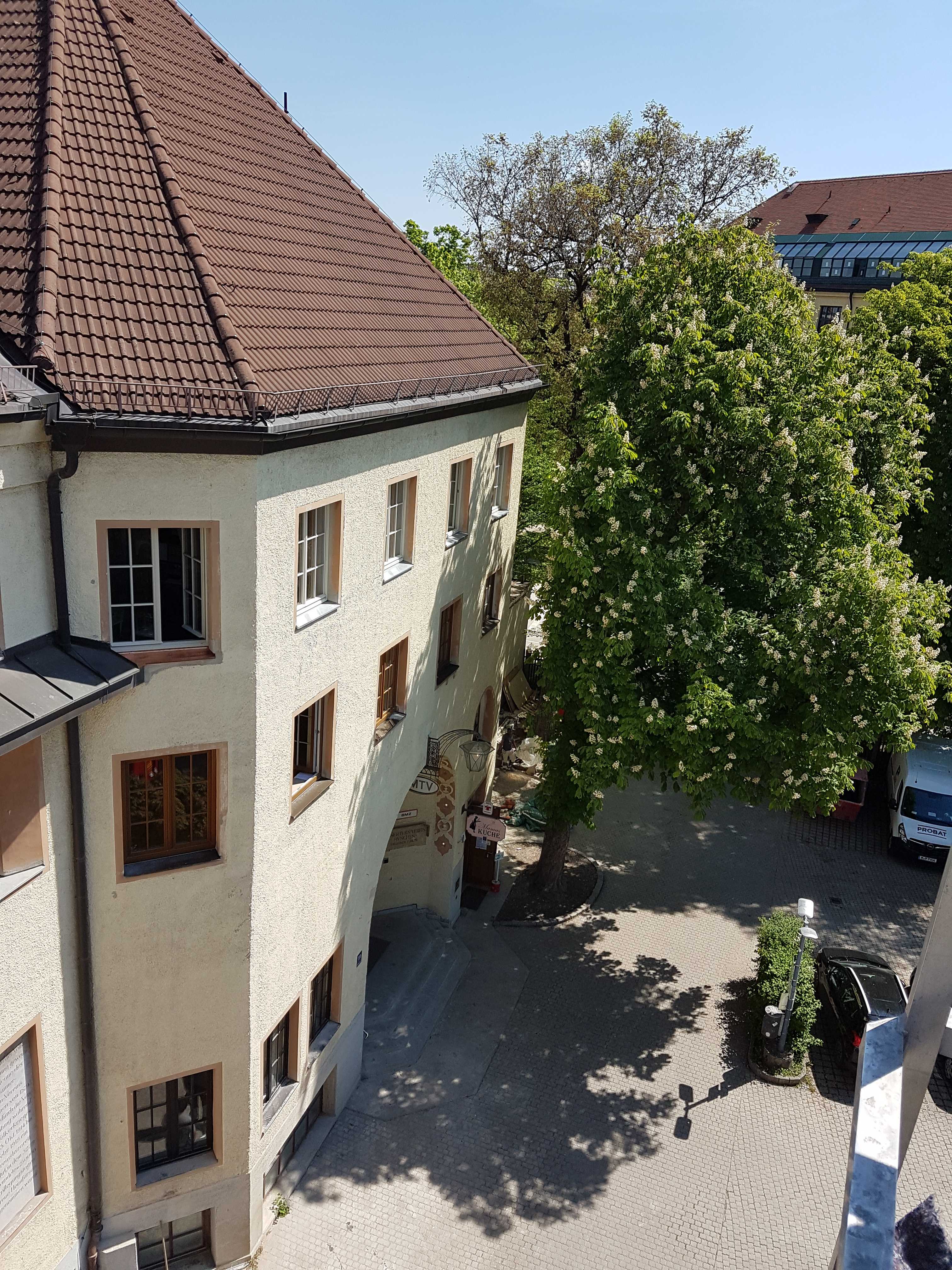
Siège social de l'association

Le Männer-Turn-Verein von 1879 (club de gymnastique masculin de 1879), couramment abrégé en MTV 1879 est un club omnisport allemand basé à Munich (Bavière). Avec plus de 6 000 membres c'est le plus grand club omnisports de la ville de Munich, de la section football créée en 1897, émerge en 1900 le Bayern Munich.

## Histoire
Le 29 juin 1879, quatre gymnastes du Turn- und Sportvereins München (ancêtre du TSV 1860 Munich) créés le MTV 1879, en août de la même année le club est affilié à la fédération de gymnastique bavaroise. Au fil des ans se forment de nouvelles sections, l'escrime et la chorale en 1880, le football en 1897, en 1900, le fistball, le hockey sur glace et la lutte, en 1910, l'athlétisme et le hockey sur gazon. Après la Première guerre mondiale, certaines sections sont abandonnées à cause des pertes humaines, d'autres seront créées comme le handball en 1920, la boxe et le judo en 1926, le tennis et le tennis de table en 1937, le badminton en 1956,  l'haltérophilie en 1966, le karaté en 1967, la danse en 2000 et le volleyball en 2004.

## Sections

### Badminton
Le MTV 1879 est champion d'Allemagne en badminton en 1962, puis de 1964 à 1967. De nombreux joueurs et joueuses gagnent des titres nationaux en individuel.

### Hockey sur glace
Le MTV est champion d'Allemagne en 1922 après avoir été plusieurs fois vice-champion auparavant, en mettant fin à la suprématie des clubs berlinois. En 1924, la section passe sous contrôle du SC Riessersee.

### Football
Le football commence à se développer à Munich à la fin du XIXe siècle.  Il y a à l'origine plusieurs clubs de football à Munich, sans qu'aucun ne puisse prétendre à exercer sa suprématie sur les autres clubs de la ville. Les premiers clubs de football fondés sont le 1. Münchner Fußball-Club von 1896 et le FC Nordstern 1896 München, tous deux créés en 1896. 
La section football du MTV 1879 est fondée en 1897 et fait du MTV le premier Turnverein de Munich à ouvrir une section dédiée à ce sport, mais à cause de tensions internes des footballeurs se séparent du club en 1900 et fondent le  FC Bayern Munich. Dans les années 1900, le FC Bayern accorde beaucoup plus d'importance aux matchs disputés contre le MTV 1879 que contre le TSV 1860. Ceux-ci sont des « combats sans merci » s'achevant le plus souvent par la victoire du FC Bayern, comme le FC Bayern est issu d'une scission du MTV 1879, et ce dernier était encore considéré comme le club sportif le plus important de Munich à cette époque.
En comparaison avec le reste de l'Allemagne du Sud — Alsace-Lorraine, Bade, Wurtemberg, Hohenzollern et Hesse — le football arrive donc relativement tardivement à Munich, pourtant plus grande ville de la région,. Les premières équipes munichoises se divisent en deux catégories : d'une part, les sections football des grands Turnvereine, clubs omnisports centrés sur la gymnastique, notamment le Turnverein vom Jahre 1860 (TSV 1860) et le Männer-Turn-Verein von 1879 (MTV 1879) ; et d'autre part un grand nombre de clubs nouveaux, centrés uniquement sur le football, comme le FC Nordstern, le FC Bayern et le FC Wacker.

### Stade
En 1910, le club loue un terrain à Sendling, y érige un terrain de football avec une tribune en bois et des vestiaires. En 1911, s'y déroule le premier match international à Munich, avec une rencontre Allemagne - Hongrie (1-4). En 1913, le stade accueille la finale du championnat d'Allemagne, lors de la saison 1922-1923 le stade est également utilisé par le FC Bayern. Vers le milieu des années 20, le stade sera abandonné et fera place à des constructions.
De nos jours, le club joue et s'entraîne au Sportpark Werdenfelsstraße, un parc des sports avec quatre terrains de football.